# Yuka Sato (athlétisme, 1981)
Pour les articles homonymes, voir Yuka Sato.
Yuka Sato (佐藤 友香, Satō Yūka), née le 6 juillet 1981, est une athlète japonaise.

## Palmarès
| Date | Compétition                  | Lieu    | Résultat | Épreuve               | Temps/Distance |
| ---- | ---------------------------- | ------- | -------- | --------------------- | -------------- |
| 2005 | Championnats d'Asie          | Incheon | 3e       | Relais 4 × 100 mètres | 44 s 85        |
| 2005 | Championnats d'Asie          | Incheon | 6e       | 100 mètres            | 11 s 89        |
| 2006 | Championnats d'Asie en salle | Pattaya | 4e       | Saut en longueur      | 5,91 m         |